# 乙葉
乙葉（日语：／ Otoha，1981年1月28日—），日本女藝人、演員、歌手，原寫真偶像。長野縣北安曇郡池田町出身（東京都田無市（現：西東京市）出生）。身高157cm。A型血。

## 簡介
本名：藤井和代（ふじい かずよ），舊姓：吉田。現在是Knot Company（页面存档备份，存于）所屬。
長野縣大町高等學校、武藏野女子大學（今改名武藏野大學）文學部國文學科畢業。
已婚，丈夫為搞笑藝人藤井隆。

### 來歷
乙葉在0歲3個月大的時候，與家人從田無市搬到松本市居住，然後從4歲到高中畢業為止一直定居在池田町。而她經常搬家的原因是父親不想在東京撫養孩子（因為父親熱愛自己的家鄉長野縣）。高中畢業之後，她離開長野前往東京上大學。
大學入學數個月後，乙葉在原宿獨自一個人購物時，被星探發掘邀入演藝界。當初，她以本名為藝名投入演藝事業，過了一段時間後才改用現在藝名「乙葉」。說到「乙葉」這個藝名的由來，表面上她說是「假如少女是一片樹葉，當樹葉長大之後之後會有細微的差別」，但是背後原因據說起名來自一名製作人的朋友的女友。
2002年以歌手出道，並每隔半年推出2張專輯和1張單曲。
2004年4月14日，跳槽至另一間唱片公司繼續推出專輯。
2005年5月7日宣布與搞笑藝人藤井隆訂婚，5月9日2人一起出席記者會，7月29日發喜帖，隔天7月30日在東京的飯店舉行結婚典禮。
2007年10月29日，生下第1個女兒。
自2008年以來，她還致力於親手製作和服。
2015年8月22日播出的《秋刀魚的房間》（關西電視台）中，這也是他們2人結婚10邁入週年之後，第一次夫婦2人一起上電視。同年，並一起獲頒「好夫婦 Partner of the Year 2015」獎項。
2019年12月31日離開Entertainment Products，2020年1月6日起現在是Knot Company（页面存档备份，存于）所屬。同日，官方網站「乙葉Official Site」開設。

### 人物
個性尋求踏實、穩定、與別人爭執的時候用輕鬆方式解決。因此是位非常隨和的人。
小學6年級曾經擔任過保健委員長。國中時期參加過網球社，曾在一次比賽中自己認為已經勝劵在望，而稍稍放水卻落敗。高中時期是吹奏樂社所屬。
從小就不斷接受各項學習課程，4歳的時候學習鋼琴，小學1年級學習游泳、2年級學習書法、3年級學習公文式、5年級學習英語會話、6年級上河合塾參加暑期講習。
結婚之前，乙葉曾表明自己心目中的理想對象是公務員。值得一提的是因為她本身也想從事鎮公所或圖書館等等地方公務員的工作。
乙葉踏入演能界之前，有遵照父母的承諾先完成大學學業，並經歷過延畢才順利畢業。而她就讀的大學的所在地跟自己的出生地一樣都是在西東京市（正確來說在地名合併改名之前，她讀的大學地位於保谷市，而自己的出生地是在田無市）。
寫真偶像、電視藝人活動時期，乙葉的父親卻不幸臥病在床。雖然她一直擔心父親的病況，但還是帶著憔悴的面容持續自己的演藝工作。一方面，乙葉與搞笑藝人關根勤和後來的丈夫藤井隆3人成為業界親友認識是從一起上電視節目「笑一笑又何妨！」時期開始的。而藤井得知乙葉父親的病危消息之後，說了鼓勵的話給她支持。最後，乙葉的父親還是離開了人世。此事讓難過的乙葉受到很大的精神傷害，但藤井說的話因為給她很大的支持，進而產生了彼此從交往到結婚的意識。藤井回憶說：“如果能夠傾聽她（乙葉）的煩惱、彼此相互傾聽意見作交流的話，這樣就能達成共識而產生友誼，然後朝著結婚的方向邁進了”。
喜歡格言。座右銘是「樹大招風」「多一事不如少一事」等等，因此這些座右銘會反映出她遇到危機（迴避）處理時的性格。
與出生地東京相比，她更熱愛成長期的居住家鄉長野縣，因此本身曾經為NTT東日本長野支店的電視廣告主題曲「信濃之國」進行歌唱。
興趣是寫文章。因此，乙葉會在每個月的最後一個星期一，定期刊載「乙葉」的文章在長野縣地方報紙信濃每日新聞上。高中3年級的時候，她寫的俳句「茶」曾在伊藤園舉辦的俳句比賽中得獎（當時她寫的俳句內容是「雪溶 開花開始私」）。

## 演出作品（演員）

### 電視節目

#### 常駐出演（現在）
- 日立 發現世界不可思議的地方！（日语：日立 世界・ふしぎ発見!）（TBS）－準常駐來賓
- 梅澤富美男與東野幸治的滿腹農家餐點！（日语：梅沢富美男と東野幸治のまんぷく農家メシ!）（NHK）－解說

#### 常駐出演（過去）
富士電視台
- 笑一笑又何妨！
  - 2003年9月29日－2005年3月28日：週一節目班底
  - 2005年4月5日－9月27日：週二節目班底
  - 2005年10月5日－2006年3月29日：週三節目班底
  - 2009年5月18日：嘉賓出演
- 笑一笑又何妨！增刊號（日语：笑っていいとも!増刊号）（2003年10月5日－2006年4月2日）
- 體操時間。（日语：体操の時間。）
- 爆笑大日本坑爹警察（日语：爆笑 大日本アカン警察）（2011年5月22日）－評審嘉賓
- （2012年5月11日）

其它電視台
- 女神的欲望（東京電視台）
- 梁山泊（日语：梁山泊 (CS番組)）（SPACE SHOWER TV）
- 全能住宅改造王（朝日放送）[注 1]
- （TBS）[注 2]
- （2008年4月－2011年3月，NHK教育）

### 電視劇
朝日電視台
- （2000年4月－6月）
- 嫉妒女人香（日语：嫉妬の香り）（2001年10月－12月）
- 逮捕令（2002年10月－12月）－二階堂賴子
- 遺留搜查 第5系列（2018年7月12日－9月13日）－小島千鶴
- 警視廳搜查一課長（日语：警視庁・捜査一課長） 特別篇（2019年10月13日）－須村順子

日本電視網
- 日本電視台
  - 熱血小教師（日语：よい子の味方 〜新米保育士物語〜）（2003年1月－3月）－大本留美
  - 共犯者（日语：共犯者 (2003年のテレビドラマ)）（2003年10月－12月）－小田廣海
  - 警視廳鑑識班2004（日语：警視庁鑑識班2004） 第4話（2004年2月4日）－佐久間英里子
  - 極道鮮師 第2系列（2005年1月－3月）－白鳥瞳
  - 愛之歌（日语：あいのうた (テレビドラマ)） 第1話、第4話（2005年10月12日、11月2日）－小愛[注 3]
  - DRAMA COMPLEX（日语：DRAMA COMPLEX）
    - 「傳說秋田犬 小八」（2006年1月10日）－上野千鶴子
    - 「」（2006年5月30日）－小松美穗

- 讀賣電視台
  - 亂步R（日语：乱歩R） 第1話（2004年1月12日）－杉本美彌子[注 4]

TBS
- 寵物情人（日语：きみはペット）（2003年4月－6月）－栗本春香
- 逃避雖可恥但有用 第11話（最終話）（2016年12月20日）－日野登志子（秀司之妻）[注 5]
- 監獄公主（2017年10月17日－12月19日）－板橋晴海[18]

NHK
- 幽靈租賃（日语：ゆうれい、貸します〜お染・恋の七変化〜）（2003年6月－7月，週五時代劇（日语：土曜時代劇 (NHK)））－光
- 新選組！ 第1話（2004年1月11日）－阿靜
- 功名十字路（2006年1月－12月）－淑（中村一氏之妻）

富士電視台
- 離婚女律師2（日语：離婚弁護士） 第2話（2005年4月26日）－上野美香
- 負責接送的澀谷哥哥（2024年4月2日－）－渋谷遥

### 電影
- 狗狗心事（2004年，Xanadeux（日语：ザナドゥー (企業)））－知美
- Jam Films S（日语：Jam Films#Jam Films S）（2005年）
- 假面騎士電王 Pretty電王登場！（2020年，東映）－麻衣[19]

### 舞台
- 鈍獸（2004年，PARCO Produce）

## 演出作品（配音員）

### 電視動畫
2002年
- 閃靈二人組（水城夏實）

### 電影動畫
2006年
- 麵包超人：藍精靈與藍色眼淚（日语：それいけ!アンパンマン いのちの星のドーリィ#それいけ!アンパンマン コキンちゃんとあおいなみだ）（藍精靈）
- 劇場版 動物之森（貝莉可）

### 外語配音

#### 電影
- 初戀50次（露西·懷特摩〈茱兒·芭莉摩 主演〉）

#### 動畫
- 寶貝老闆（提姆的媽媽〈麗莎·庫卓 配音〉[20]）

### 廣播節目
- （CBC電台 等JRN）

### 廣告
- 東京電力（的聲音）
- NEC
- Unilever Japan（日语：ユニリーバ・ジャパン）「Rexena」
- 大塚製藥
- Mizkan（日语：ミツカン）
- 花王「Merit（日语：メリット (シャンプー)）」[注 6]
- 美國家庭生命保險公司（日语：アフラック生命保険）
- 武田Consumer Healthcare（日语：武田コンシューマーヘルスケア）
- 株式會社Mihomi「Cocco」－靜岡縣在地電視廣告
- 豐田汽車「Porte（日语：トヨタ・ポルテ）」
- Reve 21（日语：毛髪クリニックリーブ21）
- Artnature（日语：アートネイチャー）
- 三得利
- 日本可口可樂「喬亞」
- DC Cash One（日语：DCキャッシュワン）[注 7]
- NTT東日本（日语：東日本電信電話）長野支店
- 大發工業「Mira（日语：ダイハツ・ミラ）」[注 8]
- 養命酒製造「養命酒（日语：養命酒）」[注 6]
- 嬌聯[21]

### 其它
- World Pro Wrestling（日语：ワールドプロレスリング）（朝日電視台，2001年－2002年）－節目形象角色
- 金木樨樂團（日语：キンモクセイ (バンド)）「七色之風」－宣傳影像
- 轉動歷史時刻（日语：その時歴史が動いた）（NHK，2006年5月17日播出）－旁白
- 體操時間。（日语：体操の時間。）（富士電視網，2007年4月－2008年3月）體操曲「 ～操～」－歌唱（未出演）
- Kissei葉品Special（日语：キッセイ薬品工業#キッセイスペシャル）（abn、朝日電視網，2011年5月29日）－主持人

## 音樂作品

### 單曲
- 一秒的迴響（日语：一秒のリフレイン）（2002年10月30日）－TBS電視動畫《閃靈二人組》片尾主題曲。

### 專輯
- OtohaCD Volume 1
- OtohaCD Volume 2
- Sentez le Coeur ～feel a heart～

### 參加作品
- make over（2015年6月17日）－於藤井隆的『Coffee Bar Cowboy』收錄[22]

## 作品

### 錄影帶
- 乙葉 初O·TO·HA（Soft On Demand）

### DVD
- Final Beauty 乙葉（2000年11月，HAPPINET PICTURES（日语：ハピネット））
- Five Star 乙葉 Flavor（2000年12月，Pony Canyon）
- 乙葉 G-taste（2001年7月，King Records）
- D-Splash！ 乙葉（2001年11月，King Records）
- 乙葉：UREI（2002年3月，Video Maker）
- OTOHA!? NO MORE（2002年9月，Video Maker）
- Otoha（2002年11月，HAPPINET PICTURES）
- D-Splash！Special Price DVD（King Records）

### 寫真集
- PHO·10·8 乙葉寫真集（2000年4月，英知出版（日语：英知出版）） ISBN 978-4-7542-1253-7
- BOOB OTOHA 乙葉寫真集（2000年7月，Softgarage（日语：ソフトガレージ）） ISBN 978-4-921068-59-2
- otoha - 乙葉写真集（2001年4月，集英社） ISBN 978-4-08-780324-2
- 紀念卡書G-taste 乙葉篇（2001年7月，講談社） ISBN 978-4-06-345193-1
- 月刊乙葉 SHINCHO MOOK（2001年8月，新潮社） ISBN 978-4-10-790087-6
- 乙葉寫真集 Love Story（2001年12月，WANI BOOKS（日语：ワニブックス）） ISBN 978-4-8470-2689-8
- 乙葉本（Heart of Otoha）（2001年12月，Aspect（日语：アスペクト (企業)）） ISBN 978-4-7572-0891-9
- 乙葉DIARY 二〇〇二－二〇〇三（2002年2月，角川書店） ISBN 978-4-04-900265-2
- dernier 乙葉寫真集（2002年7月，Four Brick） ISBN 978-4-89461-903-6
- 乙葉寫真集 R.G.B～otoha's 3 colors Separate Style DVD雜誌系列（2003年9月，enterbrain）
- 乙葉寫真集「SWEET HONEY」（2005年3月，WANI BOOKS） ISBN 978-4-8470-2848-9

### 書籍
- 10years 乙葉日記（2008年11月，Ameba Books） ISBN 978-4-344-99128-6

## 腳註

## 外部連結
- Entertainment Products公式官網的資歷簡介 （日語）
- （日語）－乙葉的官方個人部落格。